# Ägyptisches Museum und Papyrussammlung
L'Ägyptisches Museum und Papyrussammlung ("Museo egizio e collezione di papiri") fa parte del Neues Museum sull'Isola dei musei a Berlino.

## Collezione
Fanno parte della collezione numerose sculture, sarcofagi e frammenti architettonici di varie epoche. Tra le opere esposte sono degne di menzione il busto di Nefertiti e la "Testa verde berlinese" (una testa del IV secolo a.C. ricavata da pietre verdi) e la testa di Amasis in ardesia.

## Storia

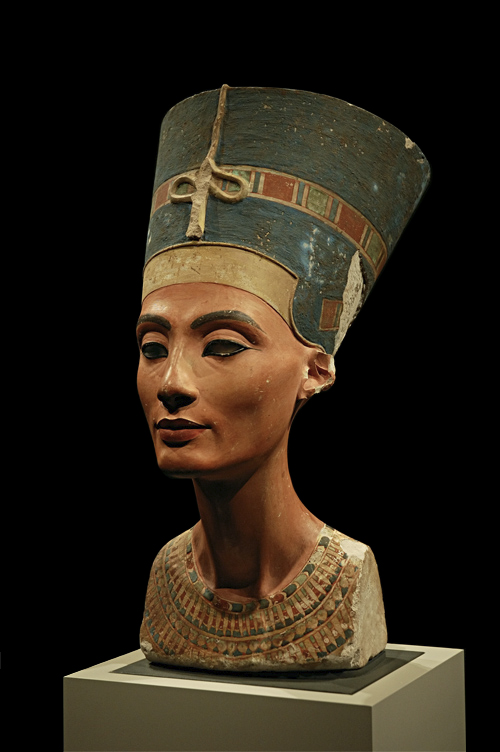
Il busto di Nefertiti - verso il 1338 a.C.

Le origini del museo risalgono al 1828, a partire da una collezione del mercante triestino Giuseppe Passalacqua. Nuovi reperti vi si aggiunsero a seguito di una spedizione in Egitto, a Tell el-Amarna, ad opera dell'egittologo Karl Richard Lepsius.
Inizialmente ospitato allo Schloss Monbijou, dal 1850 il museo fu ospitato nel Neues Museum. Il famoso busto di Nefertiti si aggiunse alle collezioni nel 1920.
Durante la seconda guerra mondiale la collezione fu divisa e trasferita in altri luoghi, per proteggerla dai danni dei bombardamenti: l'edificio del Neues Museum fu gravemente danneggiato nel 1943.
Nel dopoguerra la maggior parte della collezione fu ospitata nel Bode-Museum, a Berlino Est. Alcuni pezzi (fra cui il busto di Nefertiti), rimasti a Ovest, furono esposti a Charlottenburg.
Con la riunificazione della città l'intera collezione è stata riunita a Charlottenburg (l'edificio del Bode-Museum è stato chiuso per restauri). Dal 2005 la collezione è stata trasferita all'Altes Museum.
Nell'ottobre 2009 l'intera collezione è stata riportata al Neues Museum, sua sede definitiva.

## Galleria di reperti

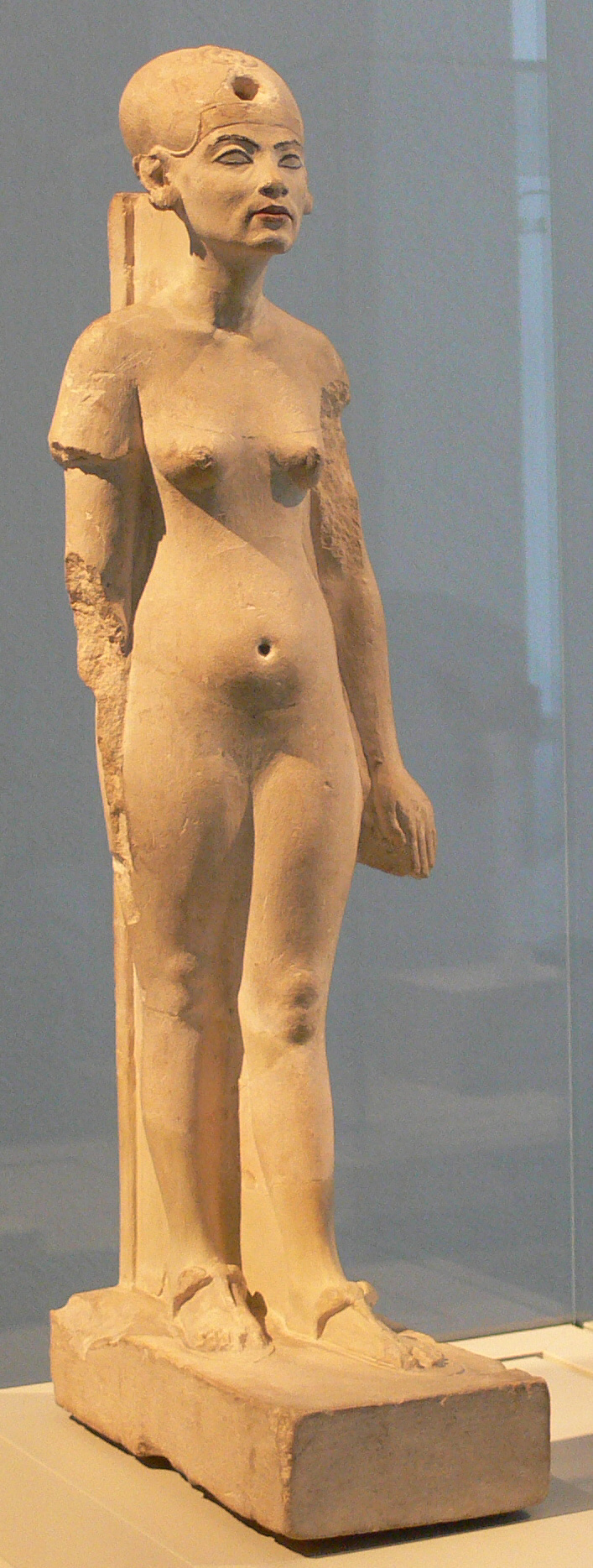
Statua eretta di Nefertiti
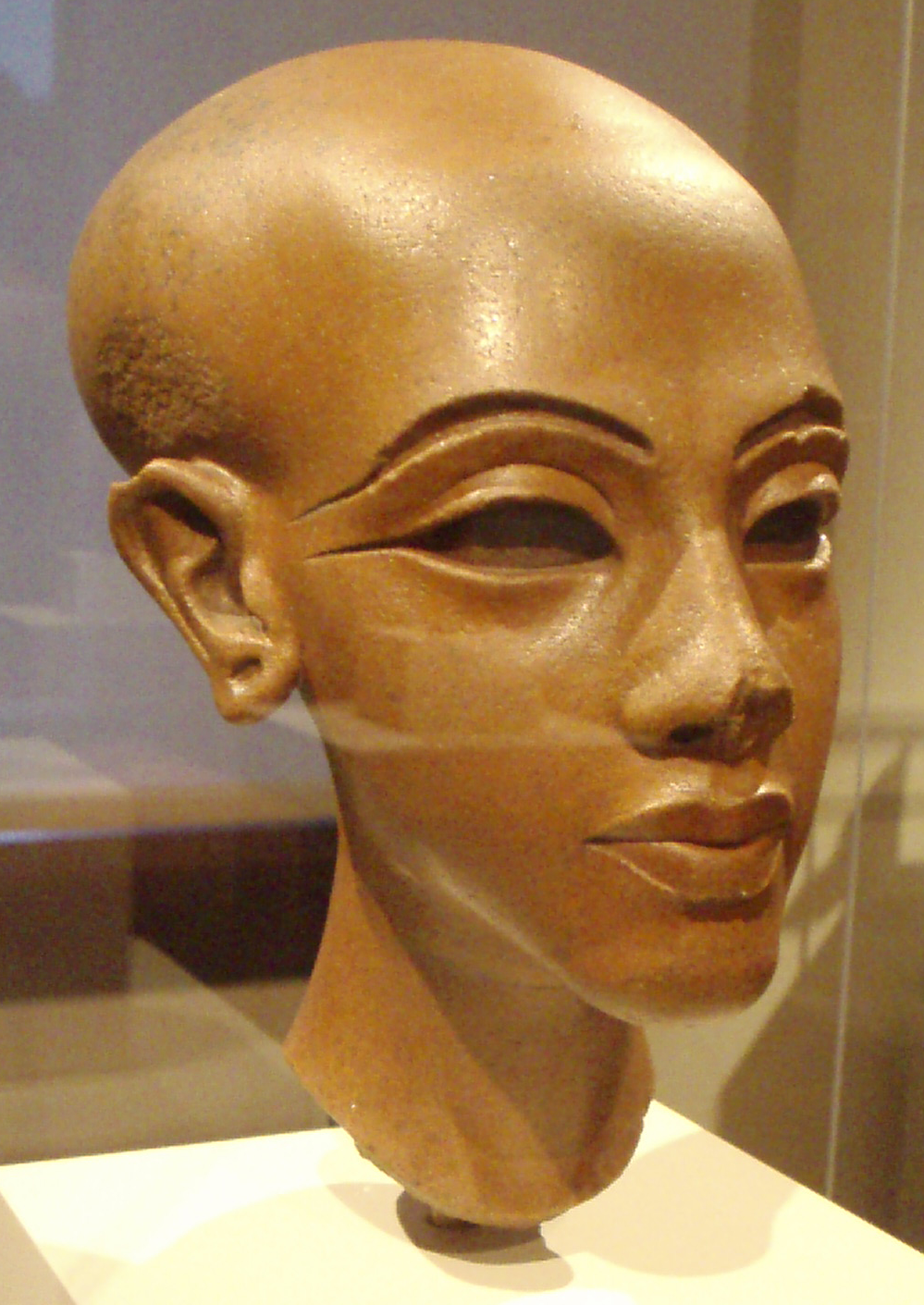
Testa di principessa del periodo Amarna
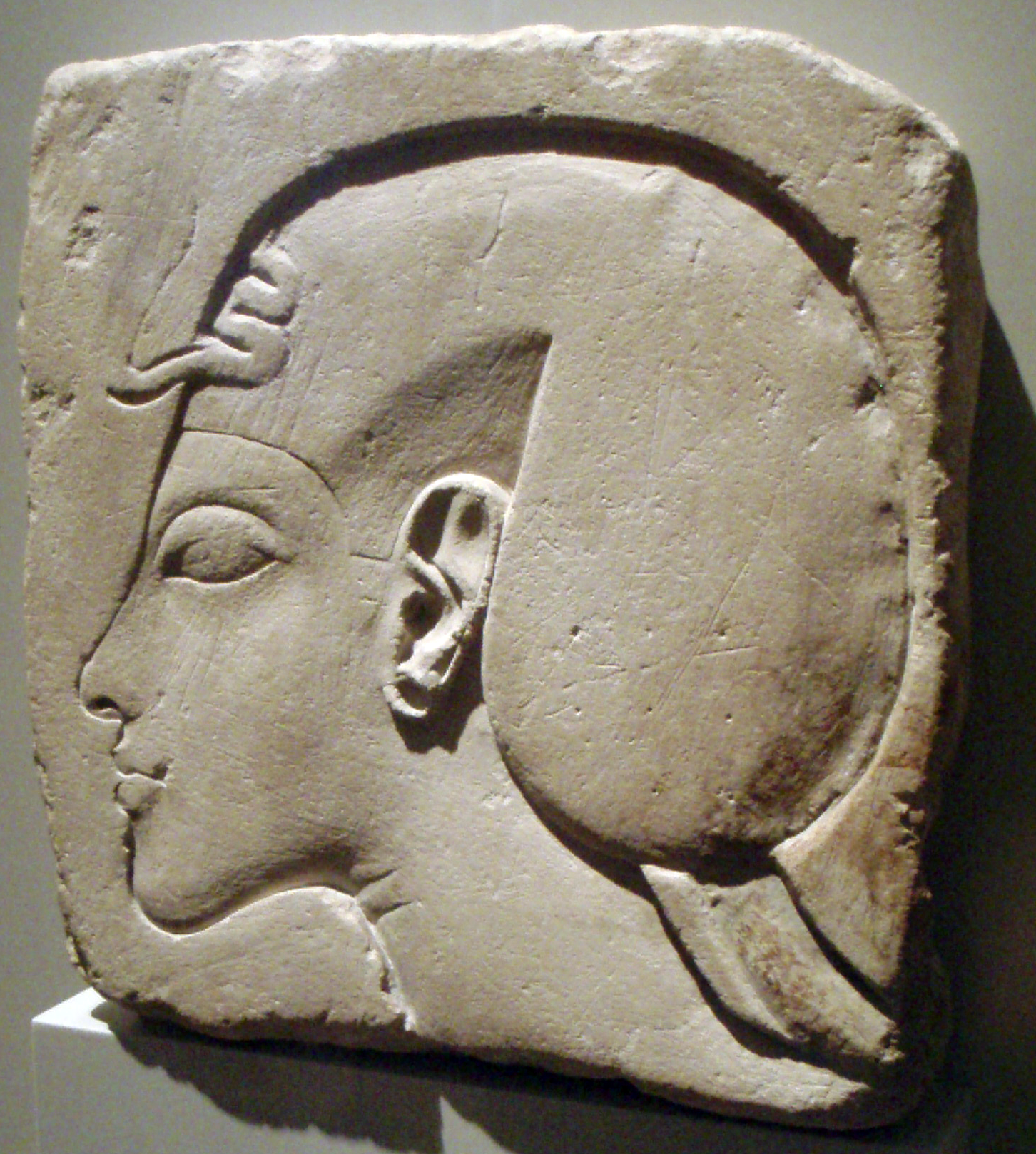
Rilievo con testa di Akhenaton
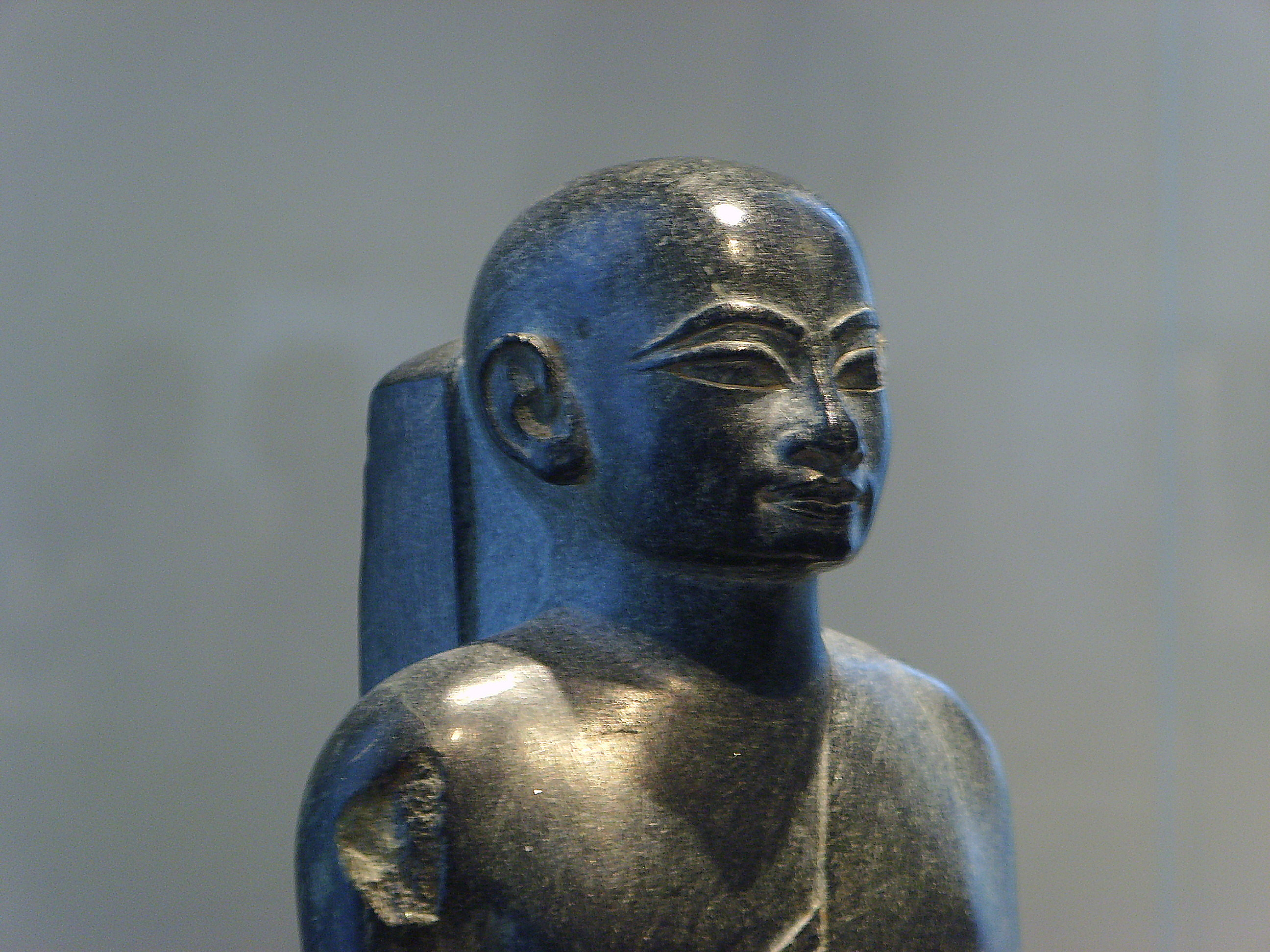
Il sacerdote Tai-tai. Nuovo Regno, XVIII Dinastia, verso il 1380 a.C.
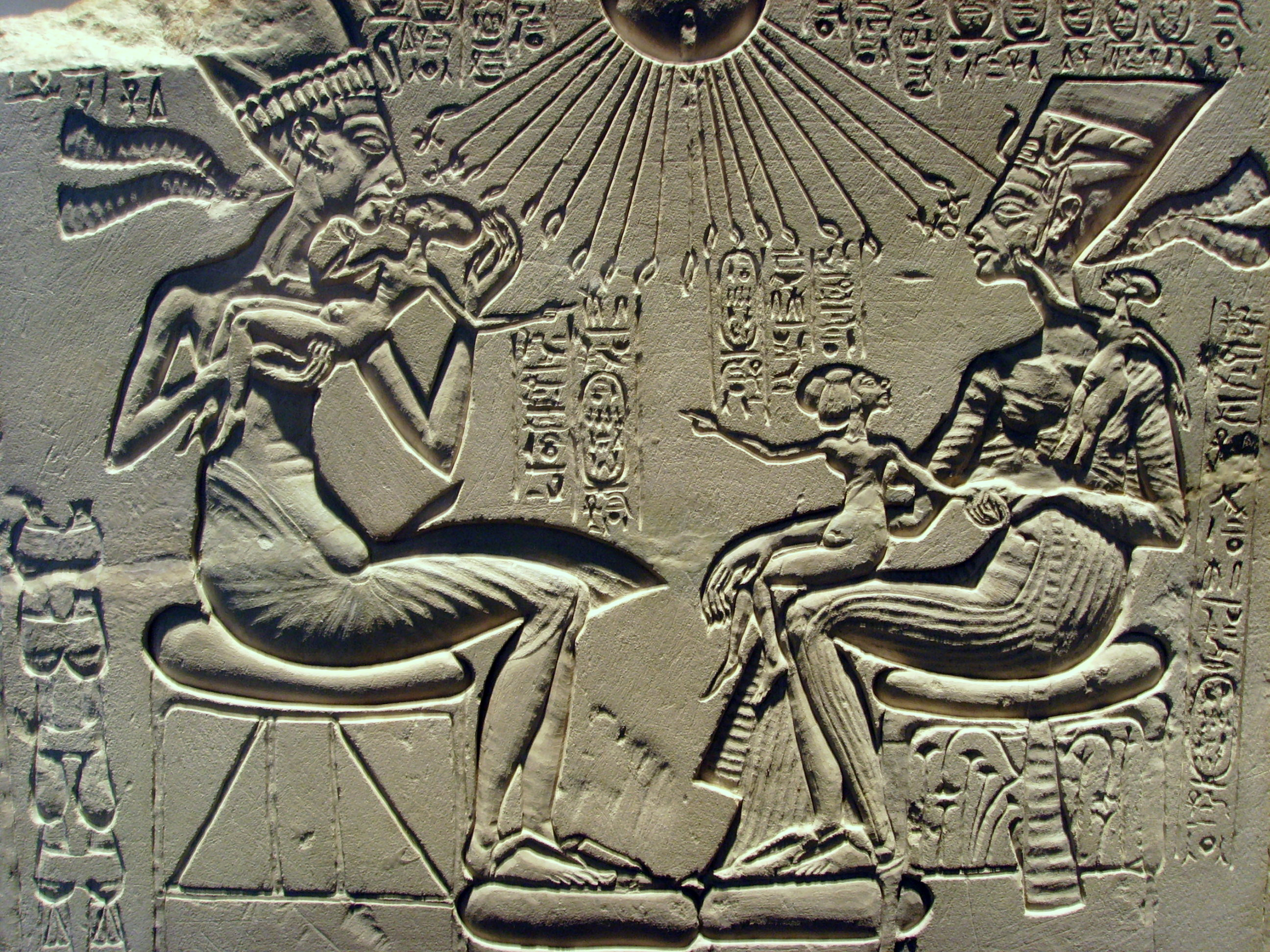
Akhenaton e Nefertiti con i loro figli. Periodo Amarna, verso il 1350 a.C.
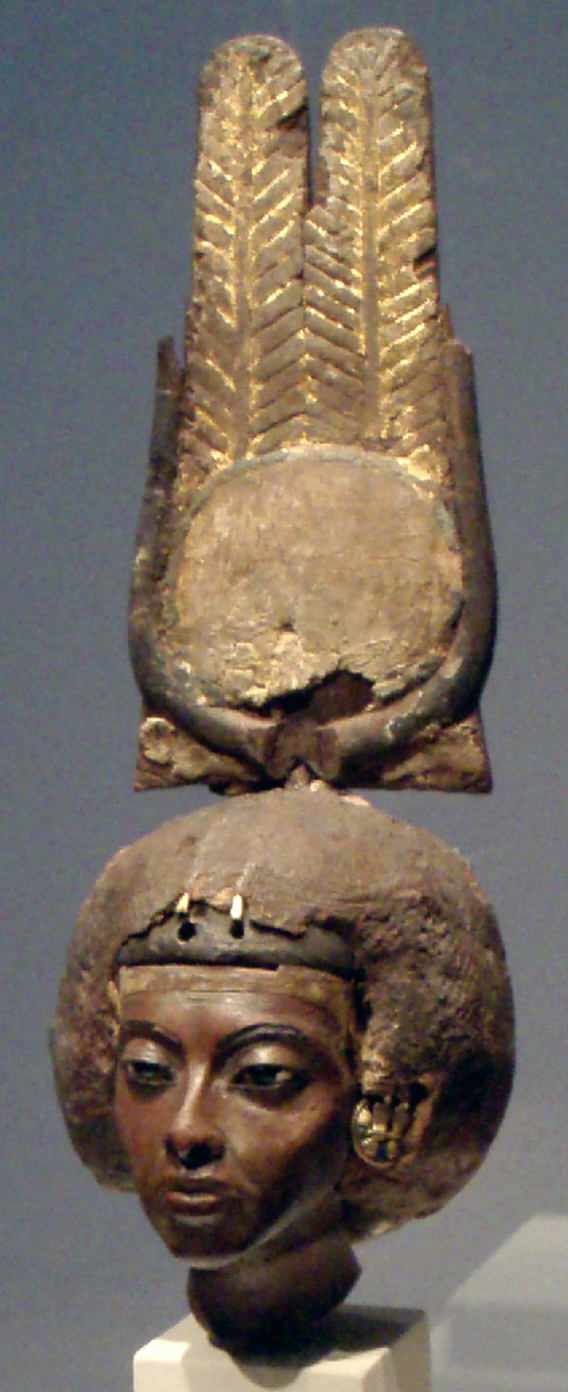
La regina Teje, periodo Amarna, verso il 1355 a.C.
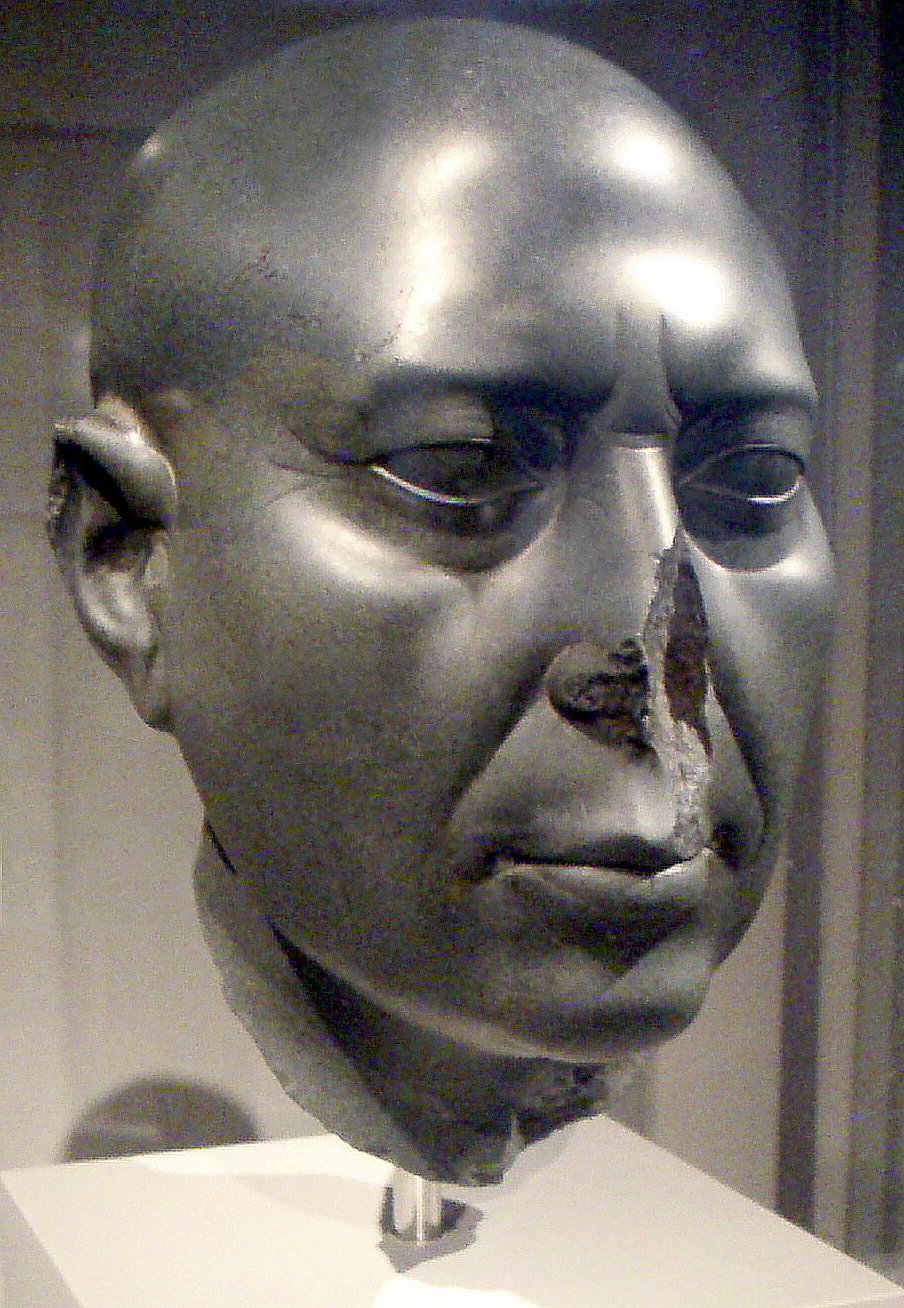
La "Testa verde di Berlino", verso il 500 a. C.
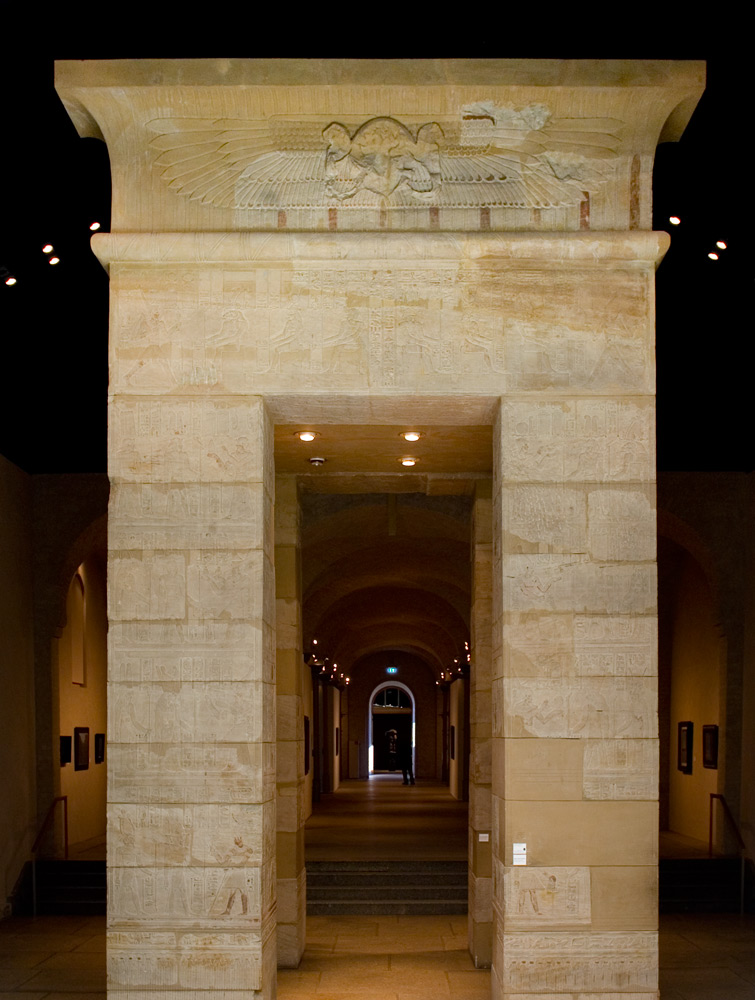
Nuova Kalabsha, un portale d'accesso del tempio del dio Mandulis